# Giuseppe Cadenasso
Giuseppe Cadenasso, né en 1858 et mort en 1918, est un artiste qui a pratiqué la peinture à l'huile à San Francisco en Californie, où il fut membre du Bohemian Club. Il remporta la médaille d'or à la California State Fair (en) de 1917. Pour le San Francisco Examiner, « Giuseppe Cadenasso était l'un des artistes anciens qui ont fait connaître San Francisco, et qui, avec son nom et leurs histoires intéressantes, ont contribué à l'essor artistique de cette ville pionnière, pratiquement sans avenir ».